# Deportes (serie filatélica española)
Deportes es el nombre de una serie filatélica emitida por Correos y Telégrafos de España desde el año 1997, dedicada a los principales equipos, acontecimientos y éxitos del deporte español. En total han sido puestos en circulación 45 sellos en 27 fechas de emisión diferentes.

## Descripción
| Fecha de emisión | Nombre del sello (descripción) | Dimensiones (mm)                  | Valor facial (en €) |
| ---------------- | --- | --------------------------------- | ------------------- |
| 24.06.1997       | 1) Cartel del XXX Campeonato Europeo de Baloncesto Masculino, Eurobasket ‘97, celebrado en Cataluña | 28,8 × 40,9                       | 65                  |
| 10.02.1998       | 1) La bandera y el escudo del Athletic Club de Bilbao con motivo del centenario de su fundación | 40,9 × 20.8                       | 35                  |
| 11.03.1999       | 1) Reproducción del cartel conmemorativo diseñado por el pintor catalán Antoni Tàpies, en ocasión del centenario de la fundación del Fútbol Club Barcelona | 28,8 × 40,9                       | 35                  |
| 30.04.1999       | 1) Diseño alusivo que muestra el logotipo oficial del VII Campeonato Mundial de Atletismo celebrado en Sevilla y tres imágenes de la mascota del evento, Giraldilla: corriendo, saltando una valla y lanzando una jabalina | 28,8 × 40,9                       | 70                  |
| 07.06.1999       | 1) Reproducción de una instantánea futbolística junto al escudo del club de fútbol Recreativo de Huelva | 40,9 × 28,8                       | 35                  |
| 22.03.2000       | 1) Centenario del Real Unión Club de Irún, cuyos escudo y bandera están plasmados en el sello | 28,8 × 40,9                       | 0,50                |
| 23.05.2003       | 1) Pliego conmemorativo del X Campeonato Mundial de Natación en Barcelona, celebrado del 12 al 27 de julio. Cartel oficial con una ilustración alusiva a la natación estilo braza | 115,2 × 105,8                     | 0,26                |
| 23.05.2003       | 2) Saltos | 115,2 × 105,8                     | 0,51                |
| 23.05.2003       | 3) Natación sincronizada | 115,2 × 105,8                     | 0,76                |
| 23.05.2003       | 4) Natación en aguas abiertas | 115,2 × 105,8                     | 1,85                |
| 23.05.2003       | 5) Waterpolo | 115,2 × 105,8                     | 2,15                |
| 09.02.2004       | 1) Motivo alusivo a la celebración del Campeonato Mundial de Remo de 2004 en la localidad de Bañolas (Gerona) del 27 de julio al 1 de agosto | 40,9 × 28,8                       | 0,77                |
| 01.03.2005       | 1) Con motivo del centenario de la fundación del Sevilla Fútbol Club: la palabra 'Cien' en letras blancas sobre fondo rojo (colores del equipo) | 40,9 × 28,8                       | 0,35                |
| 01.03.2005       | 2) Con motivo del centenario de la fundación del Real Sporting de Gijón: un futbolista con el uniforme del equipo | 28,8 × 40,9                       | 0,40                |
| 01.03.2005       | 3) El logotipo de los XV Juegos Mediterráneos celebrados en Almería entre el 24 de junio y el 3 de julio | 28,8 × 40,9                       | 0,78                |
| 20.09.2005       | 1) El logotipo del Campeonato Mundial de Ciclismo en Ruta, celebrado en Madrid entre el 20 y el 25 de septiembre de 2005 | 40,9 × 28,8                       | 0,78                |
| 22.03.2006       | Seis sellos con motivos alusivos a algunos reportajes de la serie documental Al filo de lo imposible emitida desde 1982 en La 2 de TVE 1) Ciclismo de montaña | 28,8 × 40,9                       | 0,29                |
| 22.03.2006       | 2) Travesía por el desierto | 28,8 × 40,9                       | 0,38                |
| 22.03.2006       | 3) Caída en parapente | 28,8 × 40,9                       | 0,41                |
| 22.03.2006       | 4) Piragüismo en el mar | 28,8 × 40,9                       | 0,57                |
| 22.03.2006       | 5) Piragüismo en aguas bravas o rafting | 28,8 × 40,9                       | 0,78                |
| 22.03.2006       | 6) El descenso de barrancos | 28,8 × 40,9                       | 2,39                |
| 25.09.2006       | 1) Motivo alusivo al centenario del Real Club Deportivo de La Coruña en los colores del equipo: azul y blanco | 40,9 × 28,8                       | 0,57                |
| 02.10.2006       | 1) El sello muestra una canasta de baloncesto cuya red muestra los colores de la bandera de España La hoja bloque muestra una fotografía de los doce integrantes de la selección española de baloncesto de 2006 con el entrenador, Pepu Hernández, celebrando la medalla de oro obtenida en el Campeonato Mundial de Baloncesto de 2006 en Japón | 40,9 × 28,8 (105,6 × 79,2)        | 0,29                |
| 08.02.2007       | 1) El barco velero Desafío Español 2007 y su tripulación, participantes en la XXXII Copa América celebrada en el puerto de Valencia en la primavera de 2007 | 40,9 × 28,8                       | 0,30                |
| 14.06.2007       | 1) El escudo del club de fútbol Real Betis Balompié con el logotipo de su centenario, en ocasión del centenario de su fundación | 40,9 × 28,8                       | 0,78                |
| 12.07.2007       | Seis sellos con motivos alusivos a algunos reportajes de la serie documental Al filo de lo imposible emitida desde 1982 en La 2 de TVE 1) Submarinismo en las regiones polares | 28,8 × 40,9                       | 0,30                |
| 12.07.2007       | 2) Alpinismo en las regiones polares | 28,8 × 40,9                       | 0,39                |
| 12.07.2007       | 3) Una travesía en la Antártida | 28,8 × 40,9                       | 0,42                |
| 12.07.2007       | 4) Navegación en la costa de la Antártida a bordo del velero Le Sourire | 28,8 × 40,9                       | 0,58                |
| 12.07.2007       | 5) Piragüismo en los fiordos de la Patagonia chilena | 28,8 × 40,9                       | 0,78                |
| 12.07.2007       | 6) Excursión en trineos de perros en Alaska | 28,8 × 40,9                       | 2,43                |
| 08.07.2008       | 1) Un atleta saltando y la leyenda Beijing 2008; a la derecha se ve el acrónimo de ADO, los anillos olímpicos y los colores de la bandera española | 40,9 × 28,8                       | 0,31                |
| 24.07.2008       | 1) Un pie con una zapatilla de fútbol con bandas de los colores de la bandera española y un balón La hoja bloque muestra una fotografía de la selección de fútbol de España que se alzó con el título en la Eurocopa de 2008 celebrada en Austria y Suiza entre los días 7 y 29 de junio, y la palabra "Campeones"                               | 40,9 × 28,8 (105,6 × 79,2)        | 1,00                |
| 07.09.2009       | 1) Un futbolista realizando una tijera y el escudo del club Real Sociedad de Fútbol de San Sebastián en ocasión del centenario de su fundación | 40,9 × 28,8                       | 0,32                |
| 23.04.2010       | 1) Diseño alusivo con motivo del centenario del Levante UD, que muestra los colores del equipo, el escudo y el logotipo del centenario | 40,9 × 28,8                       | 0,34                |
| 04.06.2010       | 1) Un lanzador de jabalina con motivo del XIV Campeonato Iberoamericano de Atletismo celebrado en San Fernando (Cádiz) entre el 3 y el 6 de junio | 28,8 × 40,9                       | 0,34                |
| 04.06.2010       | 2) Barni, la mascota del XX Campeonato Europeo de Atletismo celebrado en Barcelona entre el 26 de julio y el 1 de agosto | 28,8 × 40,9                       | 0,64                |
| 04.06.2010       | 3) El logotipo de la XIX Copa Mundial de Fútbol celebrada en Sudáfrica entre el 11 de junio y el 11 de julio de ese año | 28,8 × 40,9                       | 0,78                |
| 10.09.2010       | 1) El logotipo del equipo de fútbol Cádiz C. F., con motivo del centenario de su fundación | 40,9 × 28,8                       | 0,34                |
| 06.11.2012       | 1) El Trofeo Henri Delaunay decorado con unas cintas del color de la bandera española En la hoja bloque se ve el logotipo de la competición y los jugadores de la Selección española de fútbol, tras la victoria en la Eurocopa 2012 | 32,0 × 32,0 –círculo– (150 × 105) | 1,00                |
| 11.01.2013       | 1) Escena de un partido de balonmano con motivo del XXIII Campeonato Mundial de Balonmano Masculino celebrado en España entre el 11 y el 27 de enero de 2013 | 40,9 × 28,8                       | 0,90                |
| 09.07.2013       | 1) Un balón de balonmano con los colores de la bandera de España con motivo del título ganado en el Mundial de Balonmano de 2013 por la selección española. En la hoja bloque se ve a los integrantes del equipo campeón, la palabra ¡Campeones! Y las dos estrellas doradas que acreditan los dos títulos mundiales de la selección española    | 40,9 × 28,8 (79,2 × 105,6)        | 1,00                |
| 01.09.2014       | 1) Diseño alusivo al Campeonato Mundial de Vela Olímpica de 2014, celebrado en Santander entre el 11 y el 21 de septiembre | 28,8 × 40,9                       | 0,92                |
| 16.05.2015       | 1) Un balón de fútbol antiguo y el logotipo de la Federación Vizcaína de Fútbol, con motivo del 100º aniversario de su fundación | 40,9 × 28,8                       | 0,76                |